# Ain Beida
Ain Beida (àrab: عين بيضة, ʿAyn Bayḍa) és una localitat costanera que es troba a la província de Dakhla-Oued Ed-Dahab, a la República Àrab Sahrauí Democràtica (RASD). La població, que es troba a 60 km del sud de Dakhla, està situada dins del territori ocupat pel Marroc. La població rep finançament arran d'un acord de la Unió Europea i el Marroc per potenciar la indústria pesquera del territori ocupat de la RASD, cosa que ha estat criticada per ser una manera de fomentar l'establiment de colons marroquins al Sàhara Occidental.